# Средногорово
Средногорово е село в Южна България. То се намира в община Казанлък, област Стара Загора.

## География
Село Средногорово се намира в сърцето на Средна гора. В близост до него на 12 км по неасфалтиран и черен път се намира село Пъстрово (Алааген). Близки върхове са Каваклийка (1050 м.) и Братан (1236 м.). На път за селото има хотел близо до микро язовир Средногорово. Климатът на с. Средногорово е умерено-континентален. Характеризира се с мека зима и прохладно лято. Населението му е 255 души, от които всички са българи. Природата му се отличава с вековните средногорски церови и букови гори. През селото минава река Гюрля, която е десен приток на река Тунджа и се влива в язовир Копринка, който започва с ръкав Голяма гюрля или Симитлерски ръкав. В горното си течение протича на изток, а след това завива на север и до село Средногорово долината ѝ е дълбока и силно залесена. В този си участък носи името Голямата река. След селото завива на северозапад и навлиза в южната част на Казанлъшкото поле, като долината ѝ става широка и значително по-плитка.
Площта на водосборния басейн на река Гюрля възлиза на 157 km², което представлява 1,86% от водосборния басейн на река Тунджа. Основни притоци: → ляв приток, ← десен приток
- ← Сургюдере
- → Малката река
- ← Биковец
- → Церов дол
- → Калнишка река (при ниски води на язовир „Копринка“ се влива в Гюрля)
- → Беглишка река (при ниски води на язовир „Копринка“ се влива в Гюрля)
- → Телекидере (при ниски води на язовир „Копринка“ се влива в Гюрля)

Реката е с основно дъждовно подхранване с максимум – февруари-май и минимум – юли-октомври. В долното течение, в Казанлъшкото поле водите на реката се използват за напояване. Реката е с дължина 28 км. Извира от връх Каваклийка на 1060 м надморска височина в Сърнена Средна гора. Средна гора се разделя на 3 части. Сърнена, Същинска (най – високата с връх Богдан – 1604 м) и Ихтиманска. Селото е с второто най-голямо землище след село Горно Черковище.

## История
За историята на с. Средногорово може да научим от книгата „Средногорово – минало и настояще“ съставена и отпечатана през 1983 г. под ръководството на Инициативен комитет: Кольо Манев Фитков, Деша Маркова Велева и Нено Велковски. „Средногорово – минало и настояще“ съдържа доклади и други материали, подготвени от Огранизационен комитет за честване. От книгата научаваме, че селото първоначално е основано през 1719 година в местността „Церов дол“ до тракийското селище като авторите се позовават на летописна книга на училището. При основаването си се наричало Чардаккьой. По-късно се преименува на Казъл агач дере, което име носи до 1906 г. Населението му през 1982 г. е било 496 ж. Съставно селище на Казанлъшката община. През първата половина на XIX в. е основано училище, а през 1870 – таен революционен комитет. Жителите му активно участват в просветното движение и в революционните борби на българския народ. Накрая се е преименувало на сегашното си име Средногорово. През времето, когато училището ОУ „Христо Ботев“ – село Средногорово е функционирало селото е обявено за зелена зона и там заради чистия въздух са учили деца с белодробни заболявания. По време на османската власт член на селото разказва, че се е здрависал лично със самия Апостол на свободата Васил Левски.

## Население
Численост
Численост на населението според преброяванията през годините:
| \| Година на преброяване \| Численост \| \| --------------------- \| --------- \| \| 1934 \| 1613 \| \| 1946 \| 1553 \| \| 1956 \| 1122 \| \| 1965 \| 565 \| \| 1975 \| 554 \| \| 1985 \| 326 \| \| 1992 \| 317 \| \| 2001 \| 298 \| \| 2011 \| 213 \| \| 2021 \| 201 \| |           |
| Година на преброяване | Численост |
| 1934 | 1613      |
| 1946 | 1553      |
| 1956 | 1122      |
| 1965 | 565       |
| 1975 | 554       |
| 1985 | 326       |
| 1992 | 317       |
| 2001 | 298       |
| 2011 | 213       |
| 2021 | 201       |

### Преброяване на населението през 2011 г.
Численост и дял на етническите групи според преброяването на населението през 2011 г.:
|                     | Численост | Дял (в %) |
| Общо                | 213       | 100       |
| Българи             | 208       | 97,65     |
| Турци               | 0         | 0         |
| Цигани              |           |           |
| Други               |           |           |
| Не се самоопределят |           |           |
| Неотговорили        | 3         | 1,40      |

## Религии
В селото предимно се изповядва източноправославна религия. Църквата св. „Георги победоносец“ посреща хора на Великден на Герьовден и на други големи празници.

## Културни и природни забележителности
Интересен е планинският микроязовир „Синята река“, намиращ се в близост. През селото минават и няколко туристически пътеки.
Близки върхове до селото са:
- Връх Китката – 575 м н.в.
- Мирчов камък – 552 м н.в.
- Симитлерски рът 582 м н.в.
- Гачовото – 519 м н.в.
- Канарата – 646 м н.в.
- Руя – 812 м н.в.
- Каръковото – 710 м н.в.
- Друма – 639 м н.в

## Редовни събития
Всяка година на 6 май (Гергьовден) се празнува храмов празник на селото, а на 19 октомври – св. Иван Рилски се празнува събор на селото.

## Личности
- Паун Генов (1915 – 99), писател и журналист;
- Стойно Черногорски, помощник-войвода в четата на Никола Дечев;
- Стоян Коев, революционер от ВМОРО, четник на Лука Иванов[5]
- Даскал Йовко Орачев – учител в ОУ Христо Ботев;
- Захари Караиванов – дългогодишен футболист от Розова долина (Казанлък).